# Майбутнє покоління

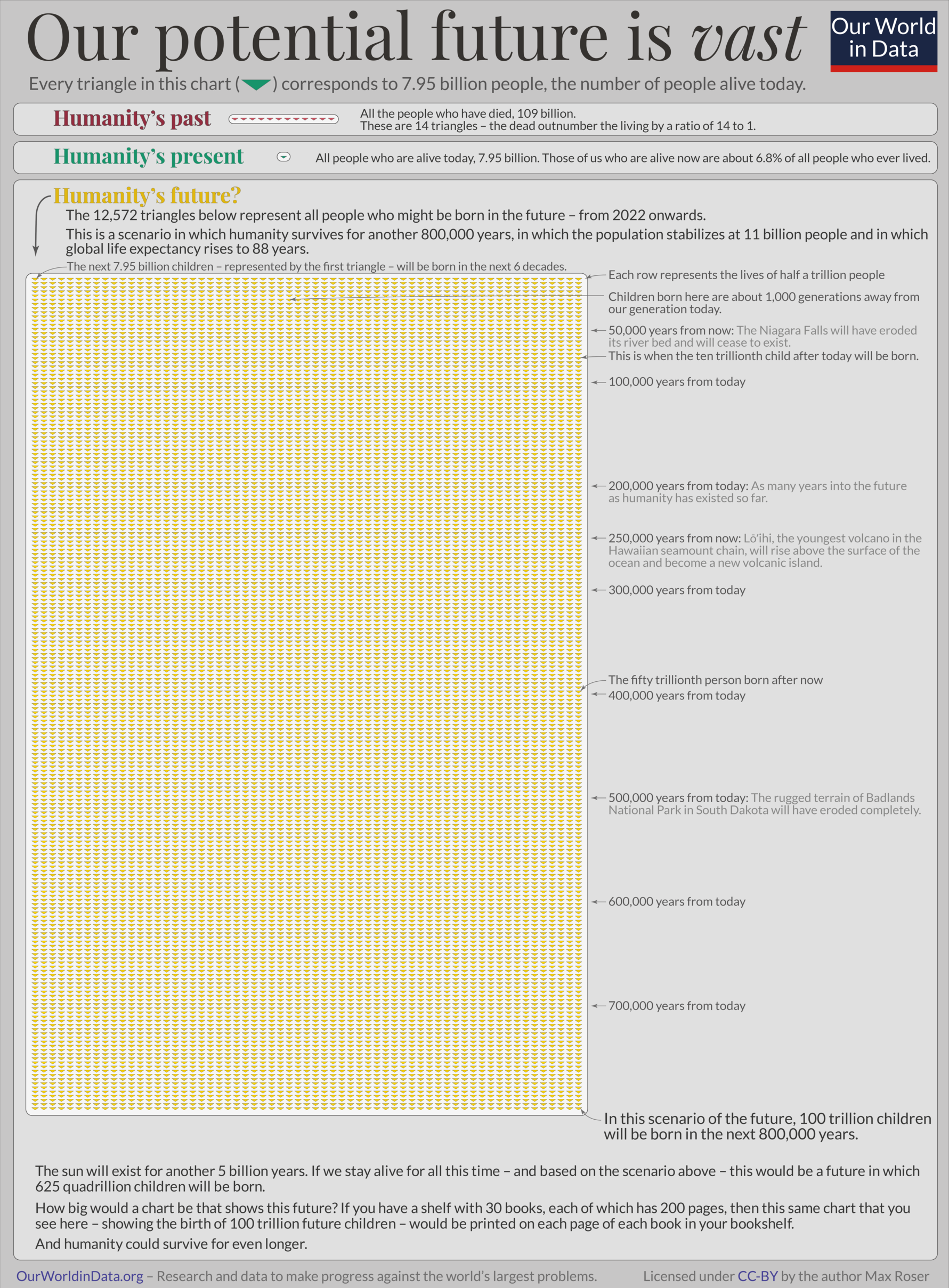
Ілюстрація потенційної кількості майбутніх людських життів.

Майбутні покоління — когорти гіпотетичних людей, які ще не народилися. Майбутні покоління протиставляються нинішнім і минулим поколінням і згадуються, щоб спонукати думати про рівність між поколіннями. Моральне терпіння майбутніх поколінь широко обговорювалося серед філософів, і воно розглядається як важлива причина, яку нехтують спільнотою ефективних альтруїстів. Термін часто використовується для опису консервації або збереження культурної або природної спадщини.
Рухи за сталий розвиток і клімат прийняли цю концепцію як інструмент для закріплення принципів довгострокового мислення в законі. Цю концепцію часто пов'язують із мисленням корінного населення як принципом екологічних дій, як-от концепція семи поколінь, яку приписують традиції Ірокезів.

### Декларація ЮНЕСКО
Проголошена 12 листопада 1997 року Декларація ЮНЕСКО про відповідальність нинішніх поколінь перед майбутніми поколіннями є міжнародною угодою (потенційно частиною міжнародного звичаєвого права), яка містить положення, пов'язані зі спільною спадщиною людства. 
«Нинішні покоління несуть відповідальність за те, щоб заповідати майбутнім поколінням Землю, яка одного дня не буде незворотньо пошкоджена людською діяльністю. Кожне покоління, яке тимчасово успадковує Землю, повинно дбати про розумне використання природних ресурсів і про те, щоб життя не страждало від шкідливих змін екосистем і щоб науково-технічний прогрес у всіх галузях не завдавав шкоди життю на Землі».
ЮНЕСКО, Декларація про майбутні покоління, стаття 4
«При належній повазі до прав людини та основних свобод нинішні покоління повинні дбати про збереження культурного розмаїття людства. Нинішні покоління несуть відповідальність за виявлення, захист і збереження матеріальної та нематеріальної культурної спадщини, а також за передачу цієї спільної спадщини майбутнім поколінням».
ЮНЕСКО, Декларація про майбутні покоління, стаття 7
«Нинішні покоління можуть користуватися спільною спадщиною людства, як вона визначена в міжнародному праві, за умови, що це не завдає їй непоправної шкоди».
ЮНЕСКО, Декларація про майбутні покоління, стаття 8
'1. Нинішні покоління повинні забезпечити, щоб як вони, так і прийдешні покоління вчилися жити разом в умовах миру, безпеки, поваги до міжнародного права, прав людини та основних свобод.
2. Нинішні покоління повинні позбавити майбутні покоління лиха війни. З цією метою вони повинні уникати піддавати майбутні покоління згубним наслідкам збройних конфліктів, а також усіх інших форм агресії та застосування зброї, що суперечать гуманітарним принципам'.

ЮНЕСКО, Декларація про майбутні покоління, стаття 9

## Економіка
Більшість капіталістичних підходів припускають, що майбутні покоління матимуть більший добробут. Однак, враховуючи, що більшість економічних рішень не зобов'язані враховувати вплив на майбутні покоління, точаться багато дискусій щодо того, чи було це правдою чи буде це в майбутньому.

## Законні права майбутніх поколінь
Більшість реалізацій майбутніх поколінь зосереджуються на закріпленні прав і потреб майбутніх поколінь у законі, щоб представляти тих, хто не може висловити свої потреби.
Декілька країн намагалися законодавчо закріпити зобов'язання перед майбутніми поколіннями. В Уельсі це моральне зобов'язання закодовано як юридичний обов'язок в Законі про благополуччя майбутніх поколінь (Вельз) 2015 року та в ролі Уповноваженого з питань майбутніх поколінь. Перший комісар Софі Хов змоделювала цю роль, запропонувавши ряд нових стратегій, розроблених для політики перспективного мислення у Вельзі, включаючи Маніфест майбутнього 2020 року. Подібним чином в Угорщині в 2008 році було створено офіс Уповноваженого парламенту Угорщини з питань майбутніх поколінь. У Сполученому Королівстві було створено неформальну міжпартійну парламентську групу для обговорення проблем, пов'язаних із майбутніми поколіннями.

### Кліматичні судові процеси
Права майбутніх поколінь все частіше захищаються в правових прецедентах як частина глобальних тенденцій судових процесів щодо клімату. Майбутні покоління були відповідачами у критично важливих відповідачах у справі 2018 року Future Generations проти Міністерство навколишнього середовища та інші в Колумбії, яке захистило басейн тропічних лісів Амазонки для майбутніх поколінь.

## У масовій культурі
Права майбутніх поколінь послужили джерелом натхнення для основного сюжету у фільмі Кіма Стенлі Робінсона «Міністерство майбутнього».